# Шмаленберг (Рајна-Палатинат)
Шмаленберг (њем. Schmalenberg) општина је у њемачкој савезној држави Рајна-Палатинат. Једно је од 84 општинска средишта округа Југозападни Палатинат. Према процјени из 2010. у општини је живјело 773 становника. Посједује регионалну шифру (AGS) 7340044.

## Географски и демографски подаци
Шмаленберг се налази у савезној држави Рајна-Палатинат у округу Југозападни Палатинат. Општина се налази на надморској висини од 420–447 метара. Површина општине износи 10,4 km². У самом мјесту је, према процјени из 2010. године, живјело 773 становника. Просјечна густина становништва износи 74 становника/km².